# Николич, Жарко
Жа́рко Ни́колич (серб. Жарко Николић / Žarko Nikolić; 16 октября 1936, Нови-Сад, Королевство Югославия — 22 августа 2011) — югославский футболист, защитник. После завершения карьеры игрока работал тренером и функционером. Участник чемпионата Европы 1960 года, Олимпиады 1960 года и чемпионата мира 1962 года.

## Карьера

### Клубная
С 1954 года выступал в составе «Войводины», в составе которой сыграл 226 матчей, забил 12 мячей в ворота соперников и стал, вместе с командой, один раз чемпионом Югославии, дважды вице-чемпионом и один раз третьим призёром. В 1966 году ненадолго перебрался в ФРГ, в клуб «Шальке 04», за который сыграл 11 матчей, после чего, в 1968 году, вернулся в родную «Войводину», где в скором времени и завершил карьеру игрока.

### В сборной
В составе главной национальной сборной Югославии выступал с 1959 по 1961 год, провёл за это время 9 матчей. В составе сборной участвовал в чемпионате Европы 1960 года и Олимпиаде 1960 года, был в заявке на чемпионат мира 1962 года, однако, на поле в том розыгрыше не выходил.

### После карьеры
После завершения карьеры игрока работал тренером, в частности, руководил молодёжной командой в «Войводине». Затем занимался административной работой, был вице-президентом клуба «Обилич».

## Достижения
Вице-чемпион Европы: (1)
- 1960

Чемпион Олимпийских игр: (1)
- 1960

Чемпион Югославии: (1)
- 1965/66

Вице-чемпион Югославии: (2)
- 1956/57, 1961/62

3-й призёр чемпионата Югославии: (1)
- 1958/59